# Sean O’Loughlin
Pour les articles homonymes, voir O'Loughlin.

a Compétitions nationales et continentales officielles uniquement.

b Matchs officiels uniquement.
Sean O'Loughlin, né le 24 novembre 1982 à Wigan, est un joueur de rugby à XIII anglais évoluant au poste de troisième ligne dans les années 2000. Il a été sélectionné en sélection anglaise et sélection britannique, participant avec la première au Tournoi des Quatre Nations 2009. En club, il a effectué toute sa carrière aux Wigan Warriors depuis ses débuts en 2002.

## Palmarès
- Collectif : 
  - Vainqueur du World Club Challenge : 2017 (Wigan Warriors).
  - Vainqueur de la Super League : 2010, 2013, 2016 et 2018 (Wigan Warriors).
  - Finaliste de la Super League : 2020 (Wigan).

- Individuel : 
  - Nommé dans l'équipe type de Super League : 2010, 2011, 2012, 2013, 2014, 2017 et 2018 (Wigan)